# Villa Allatini
Villa Allatini è un edificio barocco a tre piani nella zona del Depot, ad est del comune di Salonicco, sul viale Regina Olga.

## Storia

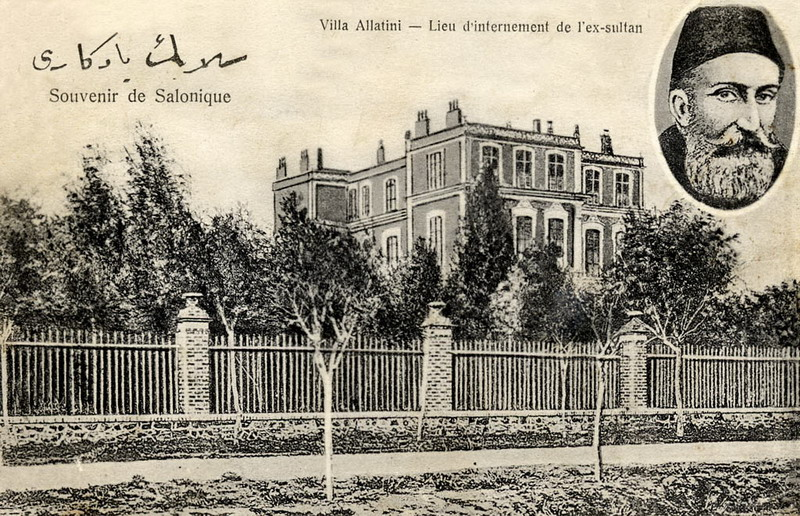
Cartolina di Villa Allatini, 1912

Fu costruito nel 1898 dall'architetto italiano Vitaliano Poselli. Lo stesso architetto progettò i Mulini Allatini che furono fondati nel 1890. A quel tempo la regione in cui si trovava la villa era chiamata il distretto des Campagnes o Torri ed era il limite più orientale di Salonicco.
Nel primo periodo del suo utilizzo, la villa fu la residenza di campagna della famiglia Allatini. Dopo l'emergere del movimento dei giovani turchi, dal 1909 al 1911 fu usato come residenza del sultano Abdul Hamid II, che dopo essere stato rimosso dai giovani turchi visse lì agli arresti domiciliari. Nel 1926 ospitò per un anno la Scuola filosofica, il dipartimento unico della neo-fondata Università di Salonicco, mentre durante la guerra greco-italiana (1940-1941) fu utilizzata come ospedale.
Dal 1979 la Prefettura di Salonicco ebbe sede nella villa Allatini. Nel 2011, dopo l'attuazione del programma Kallikratis (legge 3852/2010), la prefettura è stata abolita e sostituita da organi autonomi regionali. Oggi villa Allatini ospita l'amministrazione della Regione della Macedonia Centrale.